# 福田道生
福田道生（日语：／ Fukuda Michio，1964年2月19日—），日本男性動畫師、動畫演出家、動畫導演、插畫家。出身於靜岡縣。

## 來歷
岩手大學教育學院畢業。大學期間，他通過了《少年肯尼亞》的動畫師公開招聘。之後，他加入了東映動畫，同事包括山下高明。
總的來說，他參與的許多作品只是分鏡的工作，同時也兼任「演出」。他與編劇富澤義彥和動畫導演細田守是朋友。
2008年，以電視動畫《虎子》首次擔任導演。

## 參加作品

### 電視動畫
1994年
- 真拳傳說（日语：真拳伝説タイトロード）（原創人物設定）

1996年
- 靈異教師神眉（—1997年，原畫）

1999年
- 魔術士歐菲Revenge（—2000年，分鏡、OP分鏡&演出&作畫、ED動畫）

2000年
- 闇之末裔（分鏡、原畫、OP動畫原畫）

2001年
- PaRappa the Rapper（日语：パラッパラッパー）（分鏡、原畫）

2002年
- 青出於藍（分鏡、原畫）
- 笑園漫畫大王（ED動畫原畫）

2004年
- 陰陽大戰記（—2005年，原創人物設定&式神設定、ED）
- 巖窟王（—2005年，分鏡、原畫）

2005年
- 甲賀忍法帖（分鏡、原畫）
- 嬉皮笑園Dash！（分鏡、原畫）
- 甲蟲王者 森林居民的傳說（—2006年，分鏡、原畫）

2006年
- 櫻蘭高校男公關部（分鏡、原畫）
- 蜂蜜與四葉草II（分鏡、演出、作畫監督）

2007年
- BLUE DROP ～天使們的戲曲～（分鏡、ED分鏡&演出&原畫）

2008年
- 虎子（導演[1]、分鏡、演出、作畫監督、原畫）

2010年
- 嬌蠻貓娘大橫行！ 第5話（導演、分鏡、演出、原畫）

2011年
- 妖怪少爺 ～千年魔京～（導演、分鏡、演出、原畫）

2013年
- 宇宙戰艦大和號2199（原畫）

2016年
- 火星異種 復仇（導演[2]、分鏡）

2021年
- 特斯拉筆記（導演[3]、分鏡、演出）

2024年
- 靠廢柴技能【狀態異常】成為最強的我將蹂躪一切（導演[4]）

2025年
- 平凡上班族到異世界當上了四天王的故事（導演[5]、分鏡）

#### 僅參加分鏡
1998年
- 魔術士歐菲（—1999年）

1999年
- 宇宙戰艦山本洋子

2001年
- 魔法戰士李維

2002年
- 推理之絆（—2003年）

2003年
- R.O.D -THE TV-（—2004年）

2004年
- 月詠 -MOON PHASE-
- 光與水的女神
- 忘却的旋律
- 瑪莉亞的凝望 ～春～

2005年
- 奇幻兒童
- 極速攝殺
- 神樣中學生
- 我的主人
- 蜂蜜與四葉草
- 地獄少女（—2006年）
- 灼眼的夏娜（—2006年）
- 曙光少女（—2006年）
- 黑貓（—2006年）

2006年
- 西方善魔女 Astraea Testament
- 歡迎加入N·H·K！
- 格鬥美神 武龍 REBIRTH（日语：格闘美神 武龍）
- 零之使魔
- 變身公主
- 甦醒的天空 -RESCUE WINGS-（日语：よみがえる空 -RESCUE WINGS-）
- 牙 -KIBA-（日语：牙 (アニメ)）（—2007年）
- 雙面騎士 ～Le Chevalier D'Eon～（—2007年）
- 死亡筆記本（—2007年）
- 天保異聞 妖奇士（—2007年）
- 魔法老師!?（—2007年）

2007年
- 瀨戶的花嫁
- 交響情人夢
- 羅密歐×茱麗葉
- 史上最強弟子兼一
- 悲慘世界 少女珂賽特
- 魔法少女奈葉StrikerS
- 絶望先生
- 暮蟬悲鳴時解
- 劍豪生死鬥
- 零之使魔 ～雙月的騎士～
- 電腦線圈
- Sketch book ～full color's～
- 魔人偵探腦嚙涅羅（—2008年）
- 灼眼的夏娜II（—2008年）

2008年
- 十字架與吸血鬼
- 君吻 pure rouge
- 迷宮塔 ～the Aegis of URUK～
- S·A特優生 ～Special A～
- SOUL EATER
- 幻影少年
- 今日大魔王！第3系列
- 向陽素描×365
- 鶺鴒女神

2009年
- 迷宮塔 ～the Sword of URUK～
- 四葉遊戲
- 魔神相克者
- 料理偶像
- 鋼之鍊金術師 FULLMETAL ALCHEMIST
- 香格里拉
- 化物語
- 閃電十一人
- 魔神相克者2
- 學生會的一存
- 科學超電磁砲

2010年
- 交響情人夢 最終篇
- WORKING!!
- 學生會長是女僕！
- B型H系
- 少年犯之七人
- 妖怪少爺
- 鶺鴒女神 ～Pure Engagement～
- 少女妖怪 石榴
- STAR DRIVER 閃亮的塔科特
- 魔法禁書目錄II
- 偵探歌劇 少女福爾摩斯
- 只有神知道的世界

2011年
- GOSICK
- IS〈Infinite Stratos〉
- 緋彈的亞莉亞
- 只有神知道的世界II

2012年
- 灼眼的夏娜III -FINAL-
- 閃電十一人GO 時空之石
- 交響詩篇艾蕾卡7 AO
- 緋色的碎片
- Muv-Luv Alternative Total Eclipse
- 聖靈家族 -La storia della Arcana Famiglia-
- Campione 弒神者！～不順從之神與弒神的魔王～
- 加速世界
- 武装神姫
- 緋色的碎片 第二章
- 只要妳說妳愛我。
- 就算是哥哥，有愛就沒問題了，對吧

2013年
- AKB0048 next stage
- 魔奇少年
- 我女友與青梅竹馬的慘烈修羅場
- 寶石寵物 Happiness
- 黑色嘉年華
- 科學超電磁砲S
- 絕對防衛利維坦
- 歌之王子殿下 真愛2000%
- 蟲奉行
- 二人是少女福爾摩斯
- IS〈Infinite Stratos〉2
- 青春紀行
- 我的腦內戀礙選項
- 伽利略少女
- 噬血狂襲

2014年
- 未確認進行式
- 地球隊長
- 龍孃七七七埋藏的寶藏
- selector infected WIXOSS
- 修業魔女璐璐萌
- 電器街的漫畫店
- Lady 寶石寵物
- 火星異種
- TRINITY SEVEN 魔道書7使者

2015年
- 七大罪
- 不起眼女主角培育法
- 記錄的地平線 (第2系列)
- 聖劍使的禁咒詠唱
- 可塑性記憶
- 亞爾斯蘭戰記
- 歌之王子殿下 真愛革命
- 血界戰線
- 夏洛特
- 赤龍戰役
- 純情羅曼史3
- 彗星·路西法

2016年
- Dimension W
- 文豪Stray Dogs
- B-PROJECT ～鼓動＊Ambitious～
- 斯特拉的魔法

2017年
- 小魔女學園
- 青之驅魔師 京都不淨王篇
- 青春歌舞伎
- 愛麗絲與藏六
- 我的英雄學院
- 獨占我的英雄

2018年
- 刀使之巫女
- 牙鬥獸娘
- 驚爆危機！Invisible Victory
- 多田君不戀愛
- LORD of VERMILION 紅蓮之王（日语：ロード オブ ヴァーミリオン 紅蓮の王）
- 暮光幻影
- 我讓最想被擁抱的男人給威脅了。
- 茜色少女
- 宇宙戰艦提拉米斯II
- 軒轅劍·蒼之曜

2019年
- 天使降臨到我身邊！
- Fairy Gone
- 深夜的超自然公務員
- 流汗吧！健身少女
- 艾梅洛閣下II世事件簿 -魔眼蒐集列車 Grace note-
- 海盜戰記
- 放學後桌遊俱樂部
- 戀愛小行星

2020年
- 碧藍航線
- 阿拉德：逆轉之輪
- 成神之日
- 女忍者椿的心事

2023年
- 槍神Trigun Stampede
- 放學後失眠的你
- 屍體如山的死亡遊戲
- 香格里拉·開拓異境

2025年
- 正義使者 -我的英雄學院之非法英雄-

### 電影動畫
1988年
- 劇場版 魁!! 男塾（原畫）

1992年
- 七龍珠Z：激鬥!! 100億能量戰士們（日语：ドラゴンボールZ 激突!!100億パワーの戦士たち）（原畫）

1994年
- 劇場版 美少女戰士S（原畫）

1995年
- 劇場版 秀逗魔導士（原畫）
- 灌籃高手：咆哮籃球員靈魂！花道和流川的灼熱夏季（日语：スラムダンク 吠えろバスケットマン魂!! 花道と流川の熱き夏）（原畫）

1996年
- 秀逗魔導士RETURN（原畫）

1997年
- 秀逗魔導士GREAT（原畫）

1999年
- 劇場版 數碼寶貝大冒險（原畫）

2000年
- 劇場版 數碼寶貝大冒險：我們的戰爭遊戲！[[[Wikipedia:格式手册/链接#章節|錨點失效]]]（原畫）

2005年
- ONE PIECE：祭典男爵與神祕島（原畫）

2006年
- 跳躍吧！時空少女（原畫）

2009年
- 夏日大作戰（原畫）

2010年
- REDLINE（原畫）

2012年
- 魔法少女奈葉 The MOVIE 2nd A's（分鏡）
- 劇場版 寶石寵物：甜品舞公主（分鏡）

2021年
- 劇場版 美少女戰士Eternal（分鏡）

### OVA
1988年
- 遠山櫻宇宙帖 那傢伙的名字叫哥魯德（日语：遠山桜宇宙帖 奴の名はゴールド）（原畫）
- 哭泣殺神（—1994年，作畫監督補佐、原畫）

1991年
- 3×3 EYES（原畫）

1994年
- GATCHAMAN（原畫）
- 天地無用！魎皇鬼 (第2期)（原畫）

1996年
- 3×3 EYES ～聖魔傳說～（原畫）
- 鬥神傳（日语：闘神伝）（分鏡）
- 新破裏拳旋風俠（日语：新破裏拳ポリマー）（—1997年，原畫）
- 宇宙戰艦山本洋子（原畫）
- 魔靈公主（—1998年，原畫）
- 秀逗魔導士SPECIAL（佈局）

1998年
- 青之6號（—2000年，原畫）

2002年
- 戰鬥妖精雪風（—2005年，分鏡、原畫）

2003年
- HUNTER×HUNTER GREED ISLAND（OP動畫、ED動畫）

2004年
- HUNTER×HUNTER G·I Final（後期OP動畫分鏡&演出&作畫、後期ED動畫分鏡&演出&作畫）

2007年
- 瑪莉亞的凝望 3rd Season（原畫）

2009年
- Extra虎（導演、人物設定、分鏡、演出、原畫）

2014年
- 眷戀你的溫柔（導演、分鏡、演出、原畫）

### 網路動畫
2017年
- （分鏡）

2019年
- 無限之住人 -IMMORTAL-（分鏡）

### 遊戲
1994年
- TWIN GODDESS（日语：ツインゴッデス）（敵人設計、人物動畫）

1995年
- 科學島大冒險（人物設定）

1999年
- MYSTIC DRAGOONS（日语：ミスティックドラグーン）（遊戲世界協調、配角設定）

### 其它
1991年
- 魯邦三世 戒嚴令的旋風（遊戲書）插畫

1996年
- 怪物警察（小說）插畫

1997年
- 幸運騎士 兼差篇 看見兩個夕陽的晚上（日语：フォーチュン・クエスト）（廣播據CD、小說）封套、小冊子的原畫、插圖
- （—1998年，小說）插畫

1998年
- 央華封神TCG（日语：央華封神TCG）（TCG）插圖
- 悠久幻想曲（日语：悠久幻想曲） 2nd Album（4月，小說）插畫

2000年
- 悠久組曲（9月，小說）插畫

2001年
- Evergreen Avenue（小說）插圖

2004年
- Benkei☆Punch（舞台）宣傳插圖

2006年
- Killer in Killers（舞台）宣傳插圖

2007年
- 蜘蛛之巢醫院（舞台）插圖

### 歌曲影像
大家的歌
- （田中星兒（日语：田中星児）、東京放送兒童合唱團）1991年12月、1992年1月播出

## 相關項目
- 日本動畫師列表（日语：アニメ関係者一覧）